# 피사의 사탑
피사의 사탑(이탈리아어: Torre di Pisa)은 이탈리아 서부 토스카나주의 피사에 있는 피사 대성당의 종루(鐘樓)로, 기울어진 탑으로 유명하다.
탑의 형태가 보는 사람 기준으로 오른쪽으로 기울어져 있어 특이한 모습이다. 그러한 이유로 인해 피사의 사탑이라고 불린다.
피사의 사탑을 설계할때 한쪽 땅이 물렁해서 기울었는데 땅을 단단하게 만들어 더 이상 기울어 지지 않게되었다.

## 역사
공사기간은 제1차는 1173년 ~1178년, 제2차는 1272년 ~ 1278년, 제3차는 1360년 ~ 1372년으로 공사기간 간에 간격이 매우 긴 것이 특징이다. 특히 제1차 공사 후 탑이 기울기 시작하여 제2차 공사에서는 기울어진 각도에 맞춰 수정을 가한 뒤 건설을 재개했으나 기울기를 멈추지 못했고, 제3차 공사를 맞이하게 되었다. 원래의 건설 계획상에는 현재의 것과 큰 차이가 없는 높은 종루가 세워질 예정이었다.
그래도 피사의 사탑이란 이름으로 세계에서 가장 유명한 지반 침하의 사건으로 현재의 모습을 그대로 보존하게 되었다. 이 기울기의 원인은 지반 토질이 불균형하기 때문이라고 생각된다. 탑의 남쪽이 크게 내려가게 되었는데, 이것은 남쪽의 토질이 상대적으로 부드러워 시간이 지나면서 기울기가 시작되었고, 이것으로 인해 회전각운동량이 증가하여 더욱더 지반에 대한 부담이 커지게 되어, 침하가 진행되는 악순환에 빠지게 된 것이다.
1935년 지하수가 지반을 부드럽게 하는 것을 방지하기 위해 약품을 주입하고 지하수의 침입을 막는 응급처치가 이루어졌다. 그러나 현장의 지반은 예민비가 매우 높아, 교란에 의해 강도가 현저히 낮아져 침하는 더욱더 진행되게 되었다. 1960년대 현지의 지하수 수요가 많아지면서 지하 수위가 낮아지자, 그에 비례해 경사의 진행도 빨라져 위기를 맞게 되어 1964년 2월 27일, 이탈리아 정부는 피사의 사탑 붕괴를 막기 위해 세계에 지원을 요청했다.
1990년 1월 7일에 안전상의 문제로 공개는 금지되고, 경사각을 수정하기 위해 재공사가 진행되었다. 처음엔 침하한 쪽과 반대인 북쪽에 저울추나 종을 달아 균형을 맞추려고 했으나 근본적인 해결에는 미치지 못했다. 그 후 재공사 공법에는 세계 각국의 건설회사들로부터 여러 가지 제안이 나왔으나, 최종으로 북쪽 지반을 깎는 공법이 채용되었다. 그 외에도 약품을 주입해 지반을 개량하는 안도 있었으나, 침투성이 낮은 점토층에 주입은 어렵고, 강제로 주입하면 교란이 발생해 위쪽에서 이야기한 예민비의 문제를 피할 수 없었다.
2001년 6월 16일, 10년간에 이르는 작업이 종료되었고, 일반인에게 공개되었다.
이후, 보수공사는 사탑이 완전히 쓰러지지 않을 정도로만 이뤄졌지만 이제는 사탑이 자체적으로 균형을 잡기 시작했다. 사탑이 이론상으로는 앞으로 완전히 직립할 수 있지만, 200년 내지 300년간은 계속 기울어져 있을 것이다.

## 피사의 사탑에 얽힌 일화
갈릴레오 갈릴레이가 물체가 자유 낙하하는 시간은 낙하하는 물체의 질량에 의존하지 않는다는 법칙을 인증하기 위해 피사의 사탑 꼭대기에서 크고 작은 두 종류의 물체를 동시에 떨어뜨려 양쪽이 동시에 땅에 닿는다는 것을 보여주었다는 일화가 전해 내려온다.
실제로 이 실험은 1586년 네덜란드의 수학자 겸 물리학자인 시몬 스테빈(Simon Stevin)이 한 것으로 알려져 있다.

## 건축학적 의의
피사의 사탑은 지하로는 고작 3m밖에 파내려가지 않고 지상으로는 55m씩이나 쌓아올렸다. 그것으로 인해 지반이 건물의 하중을 견디지 못해 피사의 사탑은 세월이 흐르면서 조금씩 기울게 되었다. 피사의 사탑은 이로 인해 건축학에 큰 공헌을 하게 되었는데 고층건물을 짓기 위해서는 지하로도 비슷한 수준으로 깊게 파서 지반을 견고하게 해야 건물이 쓰러지지 않는다는 것을 일깨워줬다. 그래서 피사의 사탑이 기울어진 일로 인해 얻은 노하우로 인해 후대의 건축업자들은 고층빌딩을 지을 때 지하로도 많이 파내려가서 건물이 기울거나 쓰러지는 것을 방지했다.
그렇게 고층건물을 지으면서 지하로 파 생긴 공간들은 주차장이나 기계실, 창고등으로 재활용하게 된다.

## 같이 보기
- 원탑